# 南三原村
南三原村（みなみみはらむら）は、千葉県安房郡（朝夷郡）にかつて存在した村である。
現在の南房総市の東部（旧和田町、丸山町）に位置している。内房線南三原駅（みなみはらえき）、南房総市立南三原（みなみはら）小学校などにその名をとどめる。読み方は「みなみみはら」と「みなみはら」が混在している。

## 沿革
- 1889年（明治22年）4月1日 - 町村制の施行により海発村、松田村、白渚村、御原村が合併して朝夷郡南三原村が発足。
- 1897年（明治30年）4月1日 - 朝夷郡が安房郡に編入。
- 1921年（大正10年）6月1日 - 北条線（現内房線）安房北条駅（現館山駅） - 南三原駅間の延伸開業にともない南三原駅が開業。
- 1956年（昭和31年）9月1日 - 一部（海発の一部）が丸山町に、残部（海発の残部、松田、白渚、御原）が和田町に分割編入。同日南三原村廃止。
- 2006年（平成18年）3月20日 - 和田町、丸山町が、富浦町、富山町、白浜町、千倉町、三芳村と合併して南房総市を新設。

## 交通

### 鉄道
- 国鉄（現JR東日本）
  - 内房線：南三原駅

### 道路
- 国道128号